# Радзивилл, Франциска Урсула
Франци́ска Урсу́ла Радзиви́лл (пол. Franciszka Urszula Radziwiłłowa, бел. Францішка Уршуля Радзівіл; 13 февраля 1705, Чарторийск — 23 мая 1753, Пуцевичи) — богатейшая наследница своего времени, писательница и драматург, последняя представительница рода Вишневецких, первая женщина-писатель в Польше и Беларуси.

## Биография
Единственный ребёнок каштеляна краковского, воеводы виленского, воеводы краковского, старосты пинского князя Януша-Антона Вишневецкого (1678—1741) и его жены Теофилы Лещинской (1680—1757), дочери Вацлава — подчашия королевского, кравчего коронного, воеводы подлясского, старосты ковельского и каменецкого. Получила отличное домашнее образование; овладела несколькими европейскими языками, хорошо знала всемирную литературу, писала стихи. В доме Вишневецких царила творческая атмосфера — отец Франциски был способным оратором и литератором, писал духовные трактаты, панегирики и религиозные песни. При его дворе в Черторыйске действовала капелла, а дядя княжны, Михал Серваций Вишневецкий, имел придворный театр и, возможно, сам писал для него пьесы.
23 апреля 1725 года вышла замуж за IX ордината Несвижского Михаила Казимира Радзивилла «Рыбоньку» (позже — гетмана великого литовского), став его первой женой. В браке родила четверых детей; это были:
- Кароль Станислав «Пане Коханку» (1734—1790), X ординат Несвижский, подчаший литовский (с 1752), мечник литовский (с 1752), староста львовский (1755—62), воевода виленский (1762—64);
- Януш Тадеуш (1734—1750), близнец Кароля Станислава;
- Теофила Констанция (1738—1807), жена генерал-лейтенанта Игнатия Моравского и ротмистра Яна Тадеуша Розвадовского;
- Катаржина Каролина (1740—1789), жена хорунжия великого литовского Станислава Фердинанда Ржевуского (1737—1786).

Жизнь в Несвиже того времени нельзя было представить без праздников, банкетов, охот, шествий, парадов и игр. По инициативе Франтишки к ним добавился и театр — развлечение королевского уровня; в Варшаве инициаторами театральных представлений в то время оставались исключительно короли Речи Посполитой Август II и Август III.
Поскольку князь Михаил часто отсутствовал в Несвиже по причине участия в сеймах и трибуналах, а также в регулярных объездах других своих владений, молодая княгиня лично занималась решением большинства вопросов по хозяйствованию и руководству ординацией. Она руководила реставрацией Несвижского замка после разрушительных войн со Швецией, защищала Несвиж от наездов российских войск в 1730-х годах, упорядочила и пополнила княжескую библиотеку, восстановила типографию. Очень редко покидая Несвиж, она развернула большую культурно-пропагандистскую и христианско-просветительскую деятельность. Литературный талант и способности к утончённым искусствам позволили княгине Франтишке в достаточно короткий срок сделать Несвиж одним из центров культурной жизни в стране.
Увлечение Михаила Казимира и Франциски Урсулы театром началось в 1740 году, когда иностранной труппой в Несвижском замке был поставлен первый спектакль по пьесе «Пример справедливости». Потом постановки устраивали своими силами. Сначала показывали комедии Мольера, «Заиру» Вольтера, пьесы других европейских авторов. Наиболее полной жизнью радзивилловский театр начал жить после 1746 года, когда им начала руководить Франциска Урсула. К этому времени относятся её первые драматургические произведения. Практически ежегодно из-под пера княгини появлялось несколько новых пьес. Они имели поучительное содержание: в одних Франциска Урсула говорила о необходимости образования, в других — осуждала неверных мужей или восхищалась женской добродетельностью, искренностью. Однако, доминирующей темой её драматургии была любовь, о чём свидетельствуют красноречивые названия пьес: «Любовь — пристрастный судья», «Любовь — умелый мастер», «Остроумная любовь» и другие.
В творчестве Ф. У. Радзивил можно выделить два периода. Первый (1725-45) был двуязычным, а в жанровом отношении — преимущественно поэтически-эпистолярным. Наиболее плодотворный период драматургического творчества и деятельности театра в Несвиже приходится на 1746—1752 года, когда сама княгиня руководила культурной жизнью в ординации.
Последнюю постановку в несвижском театре 1752 года «Дневник» Михаила Казимира Радзивила датирует 27 декабря, когда была поставлена «оперетка Европы» (то есть опера «Счастливое несчастье»). Ещё раньше, в октябре, княгиня заболела настолько тяжёло, что даже написала прощальное письмо мужу. Она прожила ещё полгода. Болезнь, которая отступила в первые месяцы 1753 года, неожиданно обострилась 18 мая, когда княгиня, направляясь в Гродно, вынуждена была остановиться в Пуцевичах, — деревне около Новогрудка. 19 мая больную перевезли в Новогрудок, где она и умерла 23 мая 1753 года в доме бобруйского старосты Лопата.

## Творчество

### Поэзия
Франтишка Урсула Радзивилл является автором около 80 поэтических (недраматических) произведений разного объёма — от четырёх, до ста пятидесяти строк. Жанровая система и образно-художественная палитра её поэзии основывалась на классическом литературном наследии античности (Цицерона, Овидия, Сенеки), формировалась под влиянием западноевропейской (в первую очередь французской классической) поэтической школы XVII столетия (поэзии Франсуа Молербо, Жана Лабрюера), но в непосредственной связи с художественными достижениями культуры Ренессанса и барокко Речи Посполитой.
Первые (зафиксированные в рукописях) поэтические опыты княгини Ф. У. Радзивилл зародились в рамках эпистолографии. Из большого количества (более 1300) писем Франтишки Урсулы наибольший интерес представляют четыре стихотворных записки к мужу. В поэтических произведениях этого жанра нашла отражение концепция письма-разговора, которая сформировалась ещё в античной теории эпистолографии и приобрела популярность во французской салонной поэзии XVIII века. Автор соответственно предписаниям Цицерона, пишет письма «cotidianis verbis» («повседневными словами»). Традиционные эпистолографические формулы сочетаются с «информацией сердца».
Все четыре поэтических письма к князю Михаилу проникнуты чувством печали от разлуки, несут на себе печать горячего субъективного чувства. Тем не менее поэтесса писала свои послания, явно рассчитывая на более широкого адресата, так как между строк она формулирует основные пункты кодекса идеальной любви: вечная верность, признание любви наибольшей ценностью, безграничная печаль и утеря интереса к жизни в разлуке с любимым. С. Василевский, характеризуя поэтически письма княгини Радзивилл, видел в их «буйное цветение чувств без литературной пудры и причёски»
Ряд поэтических произведений Ф. У. Радзивилл проникнут выразительным дидактизмом. Паренетическая направленность является идейной доминантой поэтического произведения княгини под названием «Предостережения избавительные alles информация жизни», которое было написано после рождения дочки Анны Марии в 1732 году и было посвящено ей, а вскоре после смерти княгини, в 1753 году, было напечатано несвижскими иезуитами. После вступительной молитвы автор в пятнадцати пунктах формулирует основные постулаты целомудренной жизни. Традиционные христианские представления переплетаются тут с гуманистическими духовными ценностями, которые берут начало в «Моральных письмах к Луцилию» Сенеки. Так, советы «славит в Троице Единого Господа», избавиться от гордыни, избегать разврата и лени, уважать родителей соединяются с прославлением мудрости, утверждением приоритета духовных ценностей перед красотами жизни. И если советы приближаться к идеалу святости (бесконечной милости и добродетели) интерпретируются в русле христианско-гуманистической доктрины, то призыв к сдержанности соотносится также с представлениями эпикурейцев и стоиков о спокойствии души, не отягощённой завистью и жадностью. Организующим началом всего хорошего и положительного является Бог, поэтому в последнем пункте совет «заповедей держаться прилежно» соединяется с пожеланием божьего благословения для маленькой дочери.
Только трое из семи рождённых детей Франтишки и Михаила Радзивиллов дожили до совершеннолетия. Утрата каждого ребёнка была причиной тяжёлых душевных мучений для матери, и некоторые из трагических случаев были причиной написания поминальных стихотворений. Так, по случаю смерти двухлетнего первенца в 1729 была написана «Надмогильная надпись… Николаю Кристофу Радивиллу», а смерть семнадцатилетнего Януша в 1750 вызвало к жизни «Сожаление над сыном» («Прощание с сыном…»). Оба заупокойные произведения по жанровым особенностям приближаются к эпиуедию, но в отличие от преимущественно лирической и выделялись риторизмом и были насыщены панегирическими элементами. Так, смерть маленького сына Николая осознаётся в типичных образах элегической барочной поэзии, большинство которых концентрируется вокруг мотива «жатвы смерти». Такой выбор автора позволяет ей сделать особый поэтический оксюморон: Николай, который родился в мае, а умер в июле, уподобляется «майскому цветку», который преждевременно, ещё летом, скосила смерть, или молодому зверю, загнанному охотниками в мае, (в то время, когда охотиться разрешается только осенью).
Оплакивание Николая — это не столько и не только личная боль матери, сколько осознание невосполнимой потери для магнатских родов Радзивиллов и Вишневецких, для государства. Уход из жизни княжича осознаётся через геральдические знаки герба Радзивиллов (орла и трубы) и Вишневецких (звезда, крест и месяц), через доминирующие цвета (жёлтый и голубой) этих гербов, через короткий экскурс в историю славы двух знатных родов. Только изредка голос материнского горя прорывается сквозь покорные слова молитвы к богу, через возвышенно-риторические пассажи.
Цикл стихотворных портретов «Описание дам ясновельможной госпожи Св-ти Радзивил, канцлерши В. Кн. Лит.» был написан вероятнее всего, в 1733, когда княгиня Франциска Урсула гостила у свекрови (той самой упомянутой в заголовке канцлерши) Анны Екатерины Радзивилл из Сангушек. Это — типичный образец придворной поэзии, созданный под влиянием французской салонной культуры XVII века. Стихотворные портреты Ф. У. Радзивилл — главным образом комплиментарные, они выполняли рекреативную функцию, и поэтому отличались словесной утончённостью, перифрастичностью.
Активная в светской жизни княгиня Франтишка не обходила в поэтическом творчестве приметных фактов своего окружения. Так возник ряд стихов по определённому случаю. Эти поэтические произведения разнообразны по содержанию и настрою. Это стихи-приветствия, стихи-прощания, сопроводительные стихи и т. д. Причиной для написания стихотворения могла стать свадьба или проявление чувства дружеской привязанности, или даже княжеская охота либо отсылание печати Леоном Михалом Радзивиллом его жене Анне из Мыцельских.
Значительную часть поэтического наследия княгини составляют лирические стихи, в которых автор стремиться зафиксировать проявления «самовластия души». Несвижская поэтесса высказывает своё личное понимание сущности взаимоотношений между женщиной и мужчиной («Я часто тех людей не понимаю…», «Неискренние изменчивых аффектов забавы…»), с высоты жизненного опыта оценивает современную ей эпоху («Читать характеры кто не умеет…»), формулирует собственную стратегию внутренней жизни («Жалоба», «Стих с ропотом на брак»). При этом автопрезентация касается чаще всего сферы её интимных чувств.
Лирические стихи временами облачаются в формы религиозной поэзии. Но и стихи обращённые к Богу, становятся поэтическими иллюстрациями различным состояний души христианки, которые соответствуют трём частям чёток (радостной, траурной и хвалебной): это исповедание веры и покорная молитва («Боже, ты рая всего защитник…»), или скорбные воспоминания про муки Христа (вольная травестация гимна «Stabat Mater» «Раны твои кровоточат, Иисус»), или славословное умиление чудом божьего творения («Призыв к творениям славить своего Творца»). иногда библейский топос может служить художественным фоном для разворачивания морального концепта автор (стихотворение «Про рай сладкие воспоминания»). Именно лирически стихи княгини Радзивилл — наиболее последовательны в освоении эстетики и стилистики барокко.
Художественные средства и приёмы помогают автору в раскрытии собственной философии жизни, прежде всего — жизни внутренней. По мнению образованной аристократки, её личный духовный опыт стоил того, чтобы сделать его общественным достоянием, она, как и другие поэты эпохи барокко, чувствовала себя счастливой обладательницей истины. Это чувство вызывало осознание интеллектуальной элитарности.
Существенным обстоятельством является «неаккуратное» отношение Ф. У. Радзивилл к проблеме авторства. С одной стороны, княгиня Франтишка считает возможным собственноручно переписать собственной рукой стихотворение французского поэта Франсуа Малебро и «забыть» пометить в рукописи имя автора, с другой — приписывает свои стихи авторству других лиц (как, например, «Благодарность ясновельможного князя Св-ти Леона Радзивилла…» или «Стих на воспоминание ясновельможной Св-ти госпоже Анне Мыцельской…»).

### Проза
Недоказанным признаётся авторство княгини Радзивилл по отношению к прозаическим трактатам на французском языке, которые размещены в сборнике «Манускрипт разных стихов мною собраных и по приказу Св-ти мужа моего любимого моей собственной рукой переписанных […] в Несвиже 29 марта 1732 года». В произведениях «О взаимных обязанностях мужчины и женщины…», «Отношения с иными и скрытность» последовательно рассматриваются разные проблемы семейной жизни, приводится логическая аргументация основных постулатов по обеспечению счастья в браке: мудрая осмотрительность, набожность супругов, взаимное исполнение брачных обязанностей, пристойность и благорасположение, вежливость и добродетельность. В трактате «О браке» раскрывается как духовная (религиозная), так и социальная природа союза мужчины и женщины, формулируются цели брака, рассматриваются его виды, а также даются советы, как сделать правильный выбор, чтобы брак был счастливым. Очевидно, что круг рассмотренных во франкоязычных трактатах вопросов был чрезвычайно интересен для поэтессы, чьё творчество с самого начала тематически и образно было ясно направлено на тему любви, по крайней мере в браке.

### Драматургия
Ф. У. Радзивилл, начиная с 1746 года, писала по две-три пьесы в год и ставила их на театральных сценах в Несвиже и Альбе. После замужества княгиня редко выезжала за пределы радзивилловских резиденций. Частые роды, слабое здоровье не позволяли ей путешествовать, поэтому её «театральное образование» осуществлялось дома, в библиотеке. От поэтично-драматических образчиков она перешла к комедиям, трагедиям и либретто.
Особенностью драматургического творчества Ф. У. Радзивилл является то, что она писала непосредственно для сцены: как только какая-нибудь трагедия или комедия была подготовлена, любое семейное торжество могло быть удобным предлогом для её постановки. При этом, чаще всего не было внутренней связи между видом соответствующего торжества и жанром поставленной пьесы: серьёзную вещь ставили, когда было написано что-нибудь серьёзное, весёлую — когда была в наличии комедия.
Есть основания сомневаться, что Ф. У. Радзивилл начала писать драматические произведения только в 1740-х годах: фрагменты отдельных пьес, вероятно, были написаны раньше. Возможно, некоторые пьесы в черновом варианте могли появиться ещё до 1732, когда княгиня активно размышляла над проблемами любви и брака. Однако, поскольку не сохранилось свидетельств про ранний драматургический опыт Ф. У. Радзивилл, то отправным пунктом её драматургической и режиссёрской деятельности стоит считать 13 июня 1746 года, когда в Несвиже, в летней резиденции Альба было осуществлено представление комедии «Остроумная любовь», приуроченное к 44-летию князя Михаила Казимира. По причине отсутствия помещения, приспособленного для постановок, спектакль проводился под открытым небом: была построена арочная декорация, для знатных зрителей и духовенства поставили диваны (мелкая шляхта и офицеры несвижского гарнизона смотрели представление стоя).
После постановки первой пьесы, поощрённая похвалой мужа, Ф. У. Радзивилл начинает постоянную работу по составлению репертуара для несвижского театра, причём интенсивность этой работы, также как и драматургическое мастерство автора росли год от года. В 1746, после первой комедии, княгиня написала ещё одну пьесу под названием «Дело божьего предначертания». Это произведение, помеченное автором как «трагедия», открывает ряд пьес Ф. У. Радзивилл, которые представляют собой драматическую обработку сказочных сюжетов. Так, сюжетная основа вышеназванной «трагедии» — известная в европейском фольклоре сказка про правдивое зеркало в руках злобной мачехи и уснувшую красавицу. На основании того, что в качестве актрис при постановке этой пьесы выступали княжны Теофилия и Каролина Радзивилл, можно допустить, что именно дети подсказали матери для творческого использования тему из известной сказки. Сопоставление сюжета пьесы «Дело божьего предначертания» с различными интерпретациями исходного сюжета в фольклоре разных народов свидетельствует про белорусское или украинское происхождение первоисточника произведения. Между тем, наивную волшебную фабулу народной сказки Ф. У. Радзивилл наполняет морализаторским пафосом. Пьеса становится иллюстрацией одного из центральных мотивов творчества княгини: всё что происходит в мире, — это дело божьего предначертания. Центральное место в пьесе занимает не зеркало, способное разговаривать, а жестокая безбожная мать, которая утрачивает внешнюю красоту за то, что становится моральным чудовищем.
В комедии «Любовь — пристрастный судья» Ф. У. Радзивилл воссоздаёт историю троянского царевича Париса от его рождения до приезда в Трою с прекрасной Еленой. Цикл древнегреческих мифов, в котором представлена история троянской войны, с античных времён пользовался большой полярностью. Однако, несмотря на большое количество предшественников в деле драматургической обработки троянского мифа, Ф. У. Радзивилл при создании комедии про Париса пошла своим путём. Писательница по-своему трактует отдельные события, компонует сюжет, меняет имена героев. В своей пьесе она проявила новое, «аристократическое» понимание сущности троянского мифа, по-новому расставила акценты. Она целиком реабилитирует Париса и Приама, в то время как вся предшествующая литературно-драматическая традиция рассматривала их как отрицательных персонажей, которые отступили от воли богов. Образ главного героя получает принципиально новую трактовку: в известной сцене с «тремя грациями» Парис безо всяких колебаний присуждает «яблоко раздора» Венере безо всяких колебаний (в отличие от мифического героя). он считает, что должен был бы бояться осуждения богов, если бы отдал яблоко для приобретения власти или мудрости, а не ради любви. Путешествие Париса в Грецию также получает новую интерпретацию. Согласно мифу, троянский царевич собирается в путь ради освобождения сестры Приама Гесионы с тайной надеждой овладеть в Спарте обещанной Еленой. Радзивилловский Парис словно совсем забывает про подарок Венеры: стыдясь своего невежества, он отправляется в далёкое путешествие ради того, чтобы в цивилизованных странах получить образование. Такой сюжетный ход Ф. У. Радзивилл использует в первую очередь с дидактической целью, как поучение для детей, а в более широком плане такое переосмысление мифа можно рассматривать как результат влияния идеологии эпохи Просвещения с её культом науки и образования.
В основе сюжета пьесы «Безрассудный судья» лежит история христианских сестёр-мучениц времён императора Диоклетиана — Агапии, Хионии и Ирины. В жанровом отношении драма приближается к средневековым моралите. Но Ф. У. Радзивилл творчески переработала прагматический материал жития с целью придания ему истинной драматичности. Она опустила некоторых житийных персонажей, сузив тем самым сюжетный простор пьесы. Главные героини оказались, таким образом, в центре внимания. Г. Барышев отмечал, что в трагедии «акцент делался на величии и силе духа, который не могли покорить ни уговоры сменить религию, ни пытки и унижения». Главные действующие лица тут — женщины, возвеличиванию и поэтизации которых посвящено всё драматургическое творчество автора. Также это житие могло привлечь её внимание наличием в нём диалогов — первичного элемента любой драмы. повествовательные эпизоды жития Ф. У. Радзивилл драматизирует с писательским мастерством. Характеризуя главных героинь, автор обращает внимание на «внутренний», духовный аспект их святости. ради этого она вводит в пьесу развёрнутые монологи, из которых явствует осведомлённость сестёр в вопросах теологии и глубина их веры. Понятно, что этими глубокими знаниями наделила их сама автор. К этому можно добавить и талант княгини Радзивилл как интерпретатора христианского вероучения, изложенного в трагедии в поэтической форме. К ортодоксальным догматам поэтесса добавляет элементы природоведческих наук. Подчёркивая духовную святость мучениц, автор значительно меньше внимания придаёт описанию чудес. Наверное, она не хотела перегружать пьесу многочисленными чудесами, которые могли отвлечь внимание зрителя и снизить патетическую тональность действия.
Комедия «В глазах рождается любовь» открывает цикл пьес, которые польский исследователь Ю. Кжыжановский называет антично-восточно-пасторальными. Действие комедии происходит на Кипре, в античные времена. В центре внимания автора — проблема власти над человеком таинственной силы любви. Князь Филоксипп не может до времени понять любви короля Поликсена к княгине Аретафилии, подшучивает над его любовными муками и не признаёт над собой власти «величественной богини чувств» — Венеры. Однако та, вопреки просьбам Филоксиппа, вскоре посылает ему любовь, причём довольно оригинальным способом: Филоксипп полюбил изображение богини Венеры на картине художника Мандрокла. Неожиданно около храма Венеры он встречает «оригинал» — Поликриту, полностью похожую на изображение богини на картине. Пройдя через ряд испытаний, влюблённые соединяются в счастливом союзе. Таким образом, автор приводит читателя к выводу, что каждый человек хоть раз в жизни бывает побеждён любовью. В одном из эпизодов комедии княгиня Радзивилл выступает как политик-любитель, предлагая свою модель идеального государства.
В 1750 из-под пера Ф. У. Радзивилл выходит трагедия «Золото в огне». Сюжет пьесы известен из новеллы Боккаччо: это история маркиза Салуццо, который женился на бедной девушке, а потом жестоко испытывал жену на верность и покорность своей воле. Новелла послужила основой повести Г. Морштына «Про Премыслава, освенцимского князя, и Цецилию, жену его дивной добродетели» (1650), откуда Ф. У. Радзивилл позаимствовала имена главных действующих лиц. Первоначальная коллизия заключается в том, что освенцимский князь Премыслав не желал вступать в брак, но раззадоренный своими подданными, решил сам выбрать себе жену. Однажды, он случайно познакомился с Цецилией, дочкой обедневшего шляхтича. Проведя свою жену через ряд испытаний, Премыслав делает, наконец, последнее испытание: прогоняет Цецилию, и объявляет ей, что возьмёт другую жену. Радзивилловскую Цецилию следует воспринимать как живое воплощение женского терпения и послушания.
Действие комедии «Забавы фортуны» происходит в Египте. В основе сюжета — приключения влюблённых, которые пройдя через ряд испытаний, наконец соединяются при полном согласии всех родных и близких. Сюжетная основа заимствована из «Истории» Геродота, где размещено предание про короля Египта Априя, при котором началось восстание, и королём был провозглашён Амадис. Автор наполняет сюжет приключенческим содержанием: вводит двух королевских детей в образе пастухов, украшает комедию любовной интригой, мотивами узнавания, ложного узнавания, сценой убийства крокодила, и т. д. Она делает переоценку образов короля и узурпатора: геродотовский тиран Априй в комедии становится невинной жертвой жестокого изменника Амадиса, который в оригинале подан как народный герой. В образной системе и стилистике произведения чувствуется влияние эллинистической традиции, приличествуют также куртуазное, политическое и дидактическое направления. В начале пьесы сообщается о том, как Амадис предательски убивает короля Априя и занимает его трон. Однако тему государственного преступления Ф. У. Радзивилл решает в положительном русле: Амадис с в конце пьесы приходит к покаянию и уступает трон законному наследнику Сесотриксу. Ф. У. Радзивилл удалось синтезировать материал античной истории, образно-сюжетные особенности эллинистического и галантно-героического романов, добавив пышное барочное вокально-инструментальное и декоративное оформление.
Создавая в начале 1751 года пьесу «Развратники в ловушке», Ф. У. Радзивилл опять берётся за обработку известного сказочного сюжета, позаимствованного на это раз из восточного фольклора. Верная жена Аруя помогает своему мужу, обедневшему купцу Бануту, взыскать долги с доктора, судьи и губернатора. Пригласив всех троих по очереди прийти к ней, будто бы на любовное свидание, ловкая женщина прячет неудачливых любовников в сундуках, после чего отводит их на суд султана. Сюжетный первоисточник происходит из сказок «Тысячи и одной ночи». Взяв за основу персидскую сказку, княгиня создала оригинальное драматическое произведение. В художественных и стилистических отношениях пьеса демонстрирует драматургическое мастерство несвижской поэтессы. Датский славист А. Штендер-Петерсон, отмечая живость авторских диалогов, подчёркивал также, что княгине Радзивилл чудесно удалась «характерная дифференциация трёх типов должников: у доктора подчёркиваются лицемерная вежливость и обиженная невинность; судья отличается грубой бесчеловечностью; губернатор же объединяет в себе воображаемую доброту и злоупотребление властью. Также и характер Банута, который всё время жалуется, просит и которого позорно прогоняют, хорошо показан во всех трёх сценах». Достижением автора было то, что в эпоху господства пасторальной драмы и прециозно-галантной литературы она вводит в свою комедию живой разговорный язык, создаёт яркие, жизненные характеры и при этом удачно соединяет все элементы.
Вторым восточным фарсом, написанным непосредственно после «Бесчестности в ловушке», является комедия «Судья, лишённый разума». Сюжет распадается на две части. Первая — история принца Фадлалаха до выяснения его королевского происхождения, вторая — история обмана Судьи ловкой Земрудой. Несомненно, в пьесе Ф. У. Радзивилл использованы две новеллы (или сказки) восточного происхождения. «Судья, лишённый разума» — арлекинская комедия, основанная на связи драматизированной приключенческой истории с фарсовым мотивом. Арлекин выступает в роли свата по приказу Судьи, на ходу придумывая историю про то, что он также князь, утративший своё имущество в морском приключении. Ф. У. Радзивилл придаёт репликам Арлекина характерный комизм, тем самым придавая герою речевую характеристику. Так, о чувствах Фадлалаха к Земруде, он говорит: «любовь мозги иссушила, кости все ломает». Сцена разговора между Судьёй и Земрудой, которая выдаёт себя за дочку Амара, завершается разговором между Арлекином и Делой, служанкой Земруды. После любовных тирад развратного судьи, адресованных Земруде, автор вводит «признание» Арлекина, адресованное Деле. Комическое бегство Арлекина также присутствует, соответственно своей натуре он советует хозяину (Судье) прогнать его прежнюю жену Намедию и заменить её на новую. Так, в двух своих «пробах реалистически-комического ориентализма» несвижская поэтесса смогла объединить восточный антураж с элементами фарсового действия. Материал восточных юморесок подлежит у неё довольно совершенной драматургической обработке.
1752 год — последний и самый плодотворный в творчестве княгини: она переводит два мольеровские фарса — «Смешные жеманницы» и «Доктор поневоле». Создав собственные драматические адаптации этих комедий, Ф. У. Радзивилл ставит их на несвижской сцене. В этом же году осуществляется постановка двух её опер на сюжеты из античной мифологии — «Счастливое несчастье» и «Счастливая любовь не смотрит, чем закончится». Первая представляет собой драматизированную историю похищения Европы, вторая повествует историю преступной любви Сциллы и Миноса во время осады города Нисы. Как и в других случаях обработки мифологического материала, Ф. У. Радзивилл придаёт мифу новое звучание, ретуширует слишком редкие эпизоды, снимая тем самым первоначальную жестокость и трагизм. Древний миф служит художественному воплощению идейной доминанты творчества поэтессы: искренняя любовь — это испытание и муки, но и одновременно награда за них. Понимание любви в творчестве Ф. У. Радзивилл кардинально отличается от его античной интерпретации. Это не Эрос, с его всеразрушительной силой, который неподвластен рациональному началу, — это тонкое, чрезвычайно целомудренное, по-галантному утончённое чувство; это не жажда телесного соединения — это стремление к духовному единству.
Апологии духовной любви и его преобразующей силы посвящена комедия — «Любовь — совершенный мастер». Источник сюжетного заимствования — новелла из «Декамерона», где излагается история киприйца Чимоне, который влюбился в Ифигению. Любовь в короткий срок превратила грубого, необразованного юношу в галантного кавалера. Как и в случае с трагедией «Золото в огне» Ф. У. Радзивилл заимствует имена действующих лиц из переработки Г. Морштына. Заимствуется также «двуимённость» главного героя: сначала он зовётся Галезий, но потом отец в отчаянии называет его Симоном за его невежество и некультурность. Радзивилловский Галезий сначала не понимает пользы от учения, но любовь оказывается «совершенным мастером». Встретив Филиду и влюбившись в её, Галезий обещает изменить своё отношение к науке. В сцене встречи Галезия и Филиды автор употребляет образ чудесной спящей девушки. Любовь Галезия, как это характерно для всех героев-мужчин в пьесах Ф. У. Радзивилл, родилась в его глазах. Для радзивилловской Филиды внешность не имеет никакого значения, что соответствует авторскому пониманию красоты.
Радзивилловская Фидида имеет двух сестёр (Клариду и Альбину), которые оказываются любовницами двух братьев Гелезия — Зизима и Сильфранида. Филида, сельская, скромно воспитанная девушка, становится воинственной защитницей своих принципов, которые соответствуют моральной концепции автора. Когда после похищения трёх сестёр тремя братьями Кларида и Альбина сразу же дают согласие на брак, Филида категорически отказывается поступать также, без согласия отца. Ф. У. Радзивилл осуждает отца-тирана и тем не менее одобряет добрую волю Филиды, благодаря которой влюблённые всё таки смогли дождаться счастливого для себя результата. В соответствии с морально-эстетической концепцией автора все сюжетные конфликты решаются «бескровно»: жених Филиды Пазимунд добровольно отказывается от брака, а Аристид наконец даёт своё согласие. В конце пьесы мысль про волшебную силу любви Ф. У. Радзивилл дополняет предостережением от стремления к интригам в сердечных стремлениях, апеллирует в первую очередь к разуму, а не к чувствам.
Франтишка Урсула Радзивилл была создательницей репертуара несвижского придворного театра, переводчицей и переработчицей мольеровского комедийного наследия. Она, первая в Беларуси женщина-драматург, создала своеобразную драматургическую культуру, синкретичную в художественно-стилистических отношениях, которые развивались под значительным влиянием западноевропейского театрального искусства. Её творческая манера вырабатывалась под непосредственным влиянием поэтики барокко с присущими ей чертами: размытость жанровых границ, свободная композиция, перевес категории пространства над категорией времени, произвольное чередование контрастных элементов, усиленная риторичность и т. д. Вместе с тем, определённые эпизоды в пьесах Ф. У. Радзивилл свидетельствуют о воздействии на её творчество классицистической поэтики, а также идеологии Просвещения.
При создании своих комедий, трагедий и опер Ф. У. Радзивилл использовала известные литературные или фольклорные сюжеты, творчески перерабатывала их в соответствии со своей морально-эстетической концепцией. Перенося место действия в экзотические страны, автор приспосабливала к чужеземным странам бытовые, социально-политические реалии своего отечества. Во всех пьесах, независимо от места действия, выступают король или цезарь, а также князья и графы. В Риме или Турции есть сенат, гетман, существует раздел на воеводства и уезды, шляхта верховодит на сеймиках, судится в трибуналах.
Определённую идейно-тематическую одноплановость пьес Ф. У. Радзивилл надо воспринимать в соответствии с идейно-творческой доминантой её писательского кредо, которое можно очертить как «апология женщины». Именно в её драматических произведениях был создан целый ряд ярких женских типов, которые так или иначе становились живыми иллюстрациями морально-эстетической программы автора. Литературное творчество Ф. У. Радзивилл сформировалось на лучших достижениях европейского словесного искусства предшествующих эпох, однако было тесно связано с кругом тем и идей позднего барокко. Одновременно оно уже вбирало в себя идеи и представления Нового времени — эпохи Просвещения, отображало духовные требования аристократа, а также являлось свидетельством высокого уровня развития культуры утончённого поэтического слова в польскоязычной литературе Беларуси XVIII века.

### Наследие
После её смерти один из актёров, живущих в Несвиже, собрал все её драматические сочинения и издал с гравированными иллюстрациями Михала Жуковского по собственным рисункам Франциски Урсулы Радзивилл („Komedye y Tragedye“, Nieśwież, 1754). Объёмный фолиант под названием «Комедии и трагедии, составленные…ясновельможной княгиней из князей Вишневецких, Корибутов, Радзивилл» включает в себя девять комедий, пять трагедий и две оперы (согласно жанровым определениям, записанным в книге). Существует несколько экземпляров книги, напечатанных без даты, на хорошей бумаге, с отличиями как в титульных листах, так и в тексте. Экземпляр, который находится в Национальной библиотеке Беларуси, скорее всего является повторным изданием.
Творческое наследие княгини Ф. У. Радзивилл является ценным историко-литературным документом. Оно состоит из шестнадцати комедий и трагедий. Писательница даже пробовала свои возможности в написании оперных либретто. Постановки пьес Ф. У. Радзивилл осуществлялись на сценах разных радзивилловских поместий, но после смерти Михаила Казимира в 1762 году, пьесы его жены стали театральной реликвией и вызывали интерес только в узком кругу радзивилловской среды. А после создания придворного театра про них забыли. Очередной подъём несвижского театра начался с 1777, когда из эмиграции вернулся её сын Кароль Станислав Радзивилл «Пане Коханку».
Долгое время имя Франтишки Урсулы Радзивилл было неизвестно широкому читателю, только в 2003 году вышла книга избранных произведений в белорусском переводе. Перевод ряда произведений Франциски Урсулы Радзивилл на белорусский язык осуществили Наталья Русецкая, Наталья Гордиенко, Андрей Хаданович, Жанна Некрашевич-Короткая и др.